# 新西兰特许会计师协会
 新西兰特许会计师协会（New Zealand Institute of Chartered Accountants，缩写NZICA）是新西兰唯一的法定会计师职业团体。协会创建于1908年，目前拥有3万多名会员，遍布全球90多个国家和地区。
该协会是全球会计联盟（GAA），全球会计师联盟的会员单位，其颁发的特许会计师执照在全球会计师联盟的各个会员国得到公认。